# Programozás kivételekkel
A programozás kivételekkel a számítógép-programozás antimintája. Lényege, hogy a program specifikusan kezel minden hibát, amit a kivételek jeleznek. Ha adódik valami, akkor keletkezik egy kivétel, amit vissza lehet követni az elkapás helyétől egészen a keletkezés helyéig. A kivételek használhatók arra, hogy futás közben kezeljék a hibát, és megelőzzék a rendszer összeomlását. A kivételeket úgy kell szervezni, hogy legyenek általánosabb és specifikusabb esetek is, amiket szükség szerint kell használni. Ha túl részletes, túl specifikus kivételeket vezetnek be, akkor az antiminta, ami gyorsan rontja mind a karbantarthatóságot, mint a karbantarthatóságot. A kivételek használhatók arra is, hogy a goto utasítást helyettesítsék, ami rossz programozási gyakorlat. 

## Fordítás
Ez a szócikk részben vagy egészben  a   Coding by exception című angol Wikipédia-szócikk fordításán alapul.  Az eredeti cikk szerkesztőit annak laptörténete sorolja fel. Ez a jelzés csupán a megfogalmazás eredetét és a szerzői jogokat jelzi, nem szolgál a cikkben szereplő információk forrásmegjelöléseként.